# Saurauia panduriformis
Saurauia panduriformis är en tvåhjärtbladig växtart som beskrevs av Adolph Daniel Edward Elmer. Saurauia panduriformis ingår i släktet Saurauia och familjen Actinidiaceae. Inga underarter finns listade i Catalogue of Life.